# Rådplatsmodellen
Rådplatsmodellen en vidareutveckling av påverkanstorg där metoden kompletterats med IT-stöd. I rådplatsmodellen lagras debatten i en databas för snabbare sammanställning och statistiska beräkningar. Rådplatsmodellen provades av fackförbundet Sif som tog fram denna inför sin kongress 2000; den har därefter används istället för den traditionell plenumdebatt vid fullmäktigemöten och kongresser. Andra användare av Rådplatsmodellen är Hyresgästföreningen och det norska förbundet NITO. Rådplatsmodellen ägs idag av TBit Systems.[källa behövs]